# Lijst van voetbalinterlands Burkina Faso - Kosovo
Deze lijst van voetbalinterlands is een overzicht van alle officiële voetbalwedstrijden tussen de nationale teams van Burkina Faso en Kosovo. De landen speelden tot op heden twee keer tegen elkaar. De eerste ontmoeting, een vriendschappelijke wedstrijd, werd gespeeld in Franconville (Frankrijk) op 27 maart 2018. Het laatste duel, eveneens een vriendschappelijke wedstrijd, vond plaats op 24 maart 2022 in Pristina.

## Wedstrijden
| № | Plaats       | Datum         | Competitie        | Wedstrijd             | Uitslag |
| - | ------------ | ------------- | ----------------- | --------------------- | ------- |
| 1 | Franconville | 27 maart 2018 | Vriendschappelijk | Burkina Faso – Kosovo | 0 – 2   |
| 2 | Pristina     | 24 maart 2022 | Vriendschappelijk | Kosovo − Burkina Faso | 5 − 0   |

## Samenvatting
| Competitie        | Totaal gespeeld | Winst Burkina Faso | Gelijk | Winst Kosovo | Doelsaldo Burkina Faso – Kosovo |
| ----------------- | --------------- | ------------------ | ------ | ------------ | ------------------------------- |
| Vriendschappelijk | 2               | 0                  | 0      | 2            | 0 - 7                           |
| Totaal            | 2               | 0                  | 0      | 2            | 0 - 7                           |

Wedstrijden bepaald door strafschoppen worden, in lijn met de FIFA, als een gelijkspel gerekend.

## Details

### Eerste ontmoeting
| Vriendschappelijk (Franconville, Frankrijk, 27 maart 2018): |            |                                     |
| Burkina Faso                                                | 0 – 2      | Kosovo                              |
|                                                             | goals      | 74' Vedat Muriqi 89' Leart Paqarada |
|                                                             | bondscoach | Bernard Challandes                  |
| - Debuut van Gjelbrim Taipi (Grasshopper-Club) voor Kosovo. |            |                                     |

FBF · A-internationals · Olympisch elftal · Burkinees vrouwenelftal
1960 – 1969 · 
1970 – 1979 · 
1980 – 1989 · 
1990 – 1999 · 
2000 – 2009 · 
2010 – 2019 ·
2020 − 2029
Algerije ·
Angola ·
Bahrein ·
België ·
Benin ·
Botswana ·
Burundi ·
Centraal-Afrikaanse Republiek ·
Chili ·
Comoren ·
Congo-Brazzaville ·
Congo-Kinshasa ·
Djibouti ·
Egypte ·
Equatoriaal-Guinea ·
Ethiopië ·
Gabon ·
Gambia ·
Ghana ·
Guinee ·
Guinee-Bissau ·
Iran ·
Ivoorkust ·
Kaapverdië ·
Kameroen ·
Kazachstan ·
Kenia ·
Kosovo · 
Lesotho ·
Liberia ·
Libië ·
Madagaskar ·
Malawi ·
Mali ·
Marokko ·
Mauritanië ·
Mozambique ·
Namibië ·
Niger ·
Nigeria ·
Noord-Korea ·
Oeganda ·
Oezbekistan ·
Oman ·
Qatar ·
Senegal ·
Seychellen ·
Sierra Leone ·
Soedan ·
Swaziland ·
Tanzania ·
Togo ·
Tunesië ·
Zambia ·
Zimbabwe ·
Zuid-Afrika ·
Zuid-Korea ·
Zuid-Soedan
Nigeria (2013)
FFK · 
Kosovaars vrouwenelftal · Kosovo U19 · Kosovo U17
2010 – 2019 ·
2020 − 2029
2014 · 
2015 · 
2016 · 
2017 · 
2018 ·
2019 ·
2020 ·
2021 ·
2022 ·
2023 ·
2024
Albanië ·
Andorra ·
Armenië ·
Azerbeidzjan · 
Bulgarije · 
Burkina Faso · 
Cyprus ·
Denemarken ·
Engeland ·
Equatoriaal-Guinea ·
Faeröer ·
Finland ·
Gambia ·
Georgië ·
Gibraltar ·
Griekenland ·
Guinee ·
Haïti ·
Hongarije ·
IJsland ·
Israël ·
Jordanië ·
Kroatië ·
Letland ·
Litouwen ·
Madagaskar ·
Malta ·
Moldavië ·
Montenegro ·
Noord-Ierland ·
Noord-Macedonië ·
Noorwegen ·
Oekraïne ·
Oman ·
Roemenië ·
San Marino ·
Senegal ·
Slovenië ·
Spanje ·
Tsjechië ·
Turkije ·
Wit-Rusland ·
Zweden ·
Zwitserland